# Príncipe de Orleães e Bragança
Príncipe de Orleães e Bragança foi um título nobiliárquico atribuído extraoficialmente a todos os descendentes agnáticos e legítimos de Gastão de Orléans, Conde d'Eu e príncipe imperial consorte do Brasil, como consorte da última princesa imperial do Brasil, Isabel de Bragança. Oficialmente não há realeza no Brasil, em virtude da extinção da Monarquia em 1889, inexistindo título de "príncipe", apenas descendentes da antiga família real, desprovidos de qualquer nobreza. O consenso entre os monarquistas não possui validade prática nenhuma, servindo somente aos seus próprios interesses, a título de heráldica.

## Histórico

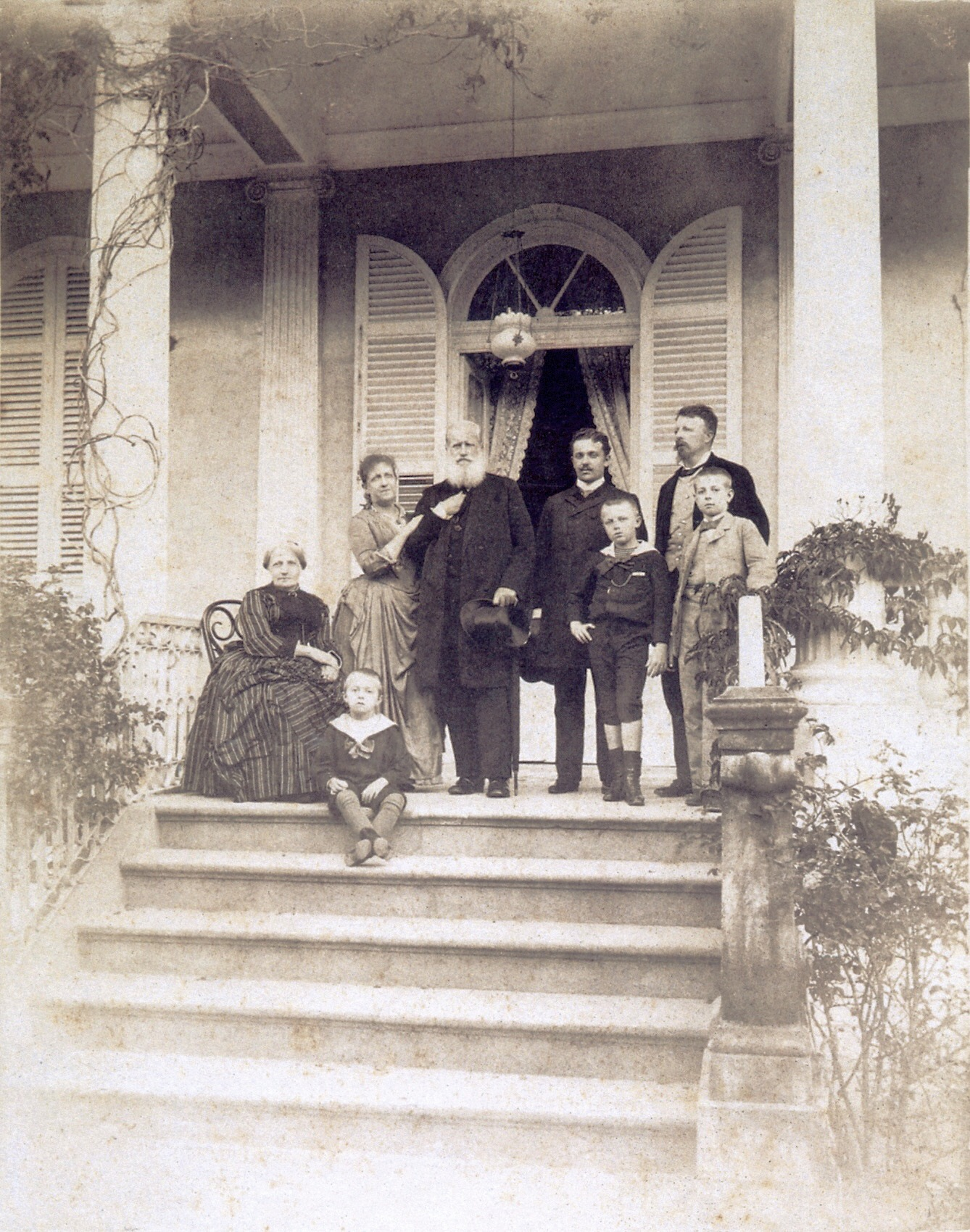
A família imperial, à data da proclamação da república.

Quando Gastão de Orléans, Conde d'Eu, se naturalizou brasileiro para se casar com a herdeira do trono brasileiro, a Princesa Isabel, ele teve que renunciar de seus direitos dinásticos franceses, perdendo, portanto, o seu lugar e de sua descendência na linha de sucessão ao trono francês, contrariando expressa vontade do pai. 
Após a renuncia do filho mais velho, o Conde d'Eu apresentou uma proposta ao Duque de Orléans para que este concedesse aos seus descendentes o direito de sucessão no trono francês, perdidos por ele quando de seu casamento. Essa proposta era provocado, especialmente, pelo desejo do Conde d'Eu em deixar, entre seus filhos, uma descendência principesca puramente francesa. Ademais, como Pedro havia renunciado ao trono brasileiro, sua esposa e seus descendentes não teriam títulos principescos, e não conseguiriam contrair casamentos dentro de outras casas reais. 
Tais propostas foram aceitas pelo Duque de Orléans em 24 de abril de 1909, onde foi feito uma declaração que reconhecia o Conde d'Eu e seus descendentes como pertencente a uma casa distinta da Casa Real da França, e a criação do título de Príncipes e Princesas de Orléans e Bragança. Dessa forma, apesar dos descendentes de Pedro, que constituem o chamado ramo de Petrópolis, não terem retido o título de Príncipes do Brasil, manteriam, aos olhos dos monarquistas, o status de dinastas, o que garantiu a possibilidade de matrimônio entre eles e outros representantes de casas reais sem a necessidade de ser morganaticamente. Prova do cumprimento do acordo por parte da família Orléans foi o fato da aceitação, em 1931, do casamento da filha mais velha de Pedro, Isabel, com o Conde de Paris. Entre outros descendentes de Pedro, Maria Francisca, casou-se com Duarte, Duque de Bragança; Pedro Gastão, casado com a infanta Maria da Esperança de Bourbon; Maria da Glória, casada com Alexandre, Príncipe Herdeiro da Iugoslávia; e Maria Cristina, casada com Jan Pavel, Príncipe de Sapieha-Rozanski. 
O acordo ficou conhecido como Declaração de Bruxelas ou Pacto de Família, e foi assinada por diversos dinastas, para além de Luís, Duque de Orleães, e então chefe da Casa de Orléans, de Gastão, e de seus três filhos: Pedro, Luís e Antônio. 
Assim, Gastão formalizou os direitos dinásticos da Casa de Orléans a seus descendentes para que garantisse, a chamada igualdade de nascimento entre os filhos de Pedro e qualquer outro dinasta. No acordo também estabeleceu-se que o Conde d'Eu e sua descendência só poderiam reclamar o trono francês caso todos os ramos da Casa Real de França estivessem extintos.

## Príncipe titular
Convencionou-se, portanto, que o chefe da Casa "principesca" de Orléans e Bragança, está abaixo do Chefe da Casa Imperial Brasileira no comando da dinastia.
Em 1890, o decreto 277-F, de 22 de março, aboliu todos os títulos, foros de nobreza e ordens honorificas do Império. O decreto foi revogado em 1991 por Fernando Collor de Mello. Mesmo com a revogação do decreto, a ostentação de títulos não pode gerar nenhum tipo de privilégio ou tratamento diferenciado no Brasil.